# I'm Walkin'
Singles de Fats Domino
Blue Monday
(décembre 1956) The Rooster Song
(1957)
I'm Walkin' est une chanson de rhythm and blues coécrite par Fats Domino et Dave Bartholomew et enregistrée par Fats Domino en janvier 1957 au studio de Cosimo Matassa (en) de La Nouvelle-Orléans. C'est le 3e single d'affilée de Fats Domino (après Blueberry Hill et Blue Monday) à être no 1 des R&B charts.

## Histoire
I'm Walkin' a été enregistrée pour Imperial Records au studio de Cosimo Matassa (en) sur Rampart Street à La Nouvelle-Orléans le jeudi 3 janvier 1957.
Domino jouait avec Earl Palmer à la batterie, Frank Fields à la contrebasse, Walter "Papoose" Nelson à la guitare, et les saxophoniste ténor Lee Allen et Herb Hardesty (qui fait un solo à partir du milieu de la chanson).
En 2019, la chanson, dans son enregistrement original, a reçu le Grammy Hall of Fame Award.

## Reprises
La chanson fut reprise la même année par Ricky Nelson dans un épisode de la sitcom de ses parents The Adventures of Ozzie and Harriet. Le single de Ricky Nelson, sorti chez Verve Records, fut no 4 des R&B charts. I'm Walkin' a lancé la carrière musicale de Ricky Nelson.